# Bystřice (Benešovi járás)
Bystřice település Csehországban, a Benešovi járásban. Bystřice Struhařov, Popovice, Olbramovice, Benešov, Maršovice, Tisem, Votice, Vrchotovy Janovice, Postupice és Jankov településekkel határos. Lakosainak száma 4686 fő (2024. január 1.).

## Népesség
A település lakosságának változását az alábbi diagram mutatja:
| Lakosok száma | 6132 | 5850 | 5748 | 4642 | 3845 | 4276 | 4334 | 4422 | 4528 | 4686 |
|               | 1869 | 1900 | 1921 | 1961 | 1980 | 2011 | 2016 | 2019 | 2021 | 2024 |